# Elena Konstantinova
Elena Vladimirovna Konstantinova (in russo Елена Владимировна Константинова?; Tver', 25 agosto 1981) è un'ex pallavolista russa.
Giocava nel ruolo di centrale.

## Carriera
La carriera di Elena Konstantinova inizia nella sua città natale, giocando a livello giovanile per una formazione di Tver'. Nel 1995 entra a far parte del settore giovanile dello Ženskij volejbol'nyj klub CSKA di Mosca, venendo promossa in prima squadra a partire dalla stagione 1999-00. Milita nel club moscovita fino al termine del campionato 2007-08, saltando tuttavia le due stagioni tra il 2004 ed il 2006; nonostante i risultati non esaltanti del proprio club, nel 2008 viene convocata per la prima volta nella nazionale russa, partecipando alla Boris Elstin Cup.
Nei campionati 2008-09 e 2009-10 milita nella Ženskij volejbol'nyj klub Dinamo-Jantar', ma è con la nazionale che ottiene i risultati migliori, vincendo la medaglia d'argento al World Grand Prix 2009 e quella d'oro al campionato mondiale 2010. Nelle annate 2010-11 e 2011-12 passa alla Ženskij volejbol'nyj klub Dinamo Krasnodar, raggiungendo col suo nuovo club la finale della Coppa di Russia 2010.
Nella stagione 2012-13 viene ingaggiata dal Volejbol'nyj klub Zareč'e Odincovo, ritirandosi al termine del campionato.